# Clifford Blivens
Clifford „Cliff“ Blivens (auch Clfford Bivens) ist ein ehemaliger US-amerikanischer Rhythm-and-Blues-Sänger und Songwriter.
Blivens nahm 1949 und 1950 unter eigenem Namen eine Reihe von 78ern für kleinere Plattenlabel wie Swing Time, Exclusive und Modern auf; außerdem wirkte er in Los Angeles als Sänger bei Aufnahmen von Big Jay McNeely mit („Midnight Dreams“). Zu seinen bekanntesten Songs zählten „Hobo Boogie“ (mit Edgar Hayes’ Stardusters), „Achin' Heart Boogie“, „Bye and Bye Long Gravy the Honeydripper“ (als Clifford Bivens), „Fat Man Blues“, „Junie Flip“ und „Korea Blues“ (1950, mit der Johnny Otis Band), in dem Blivens den Koreakrieg vorwegnahm und die in den Vereinigten Staaten allgegenwärtige Angst vor dem Kommunismus aufgriff:
„Yes, I’ve been called to the army, going over to Korea;
So I can stop these Communists before they come over here.
Well, I gotta go, baby, goin’ far, far away:
So I can stop this squabblin’, then I’ll come home to stay.“